# Thomas Wijck

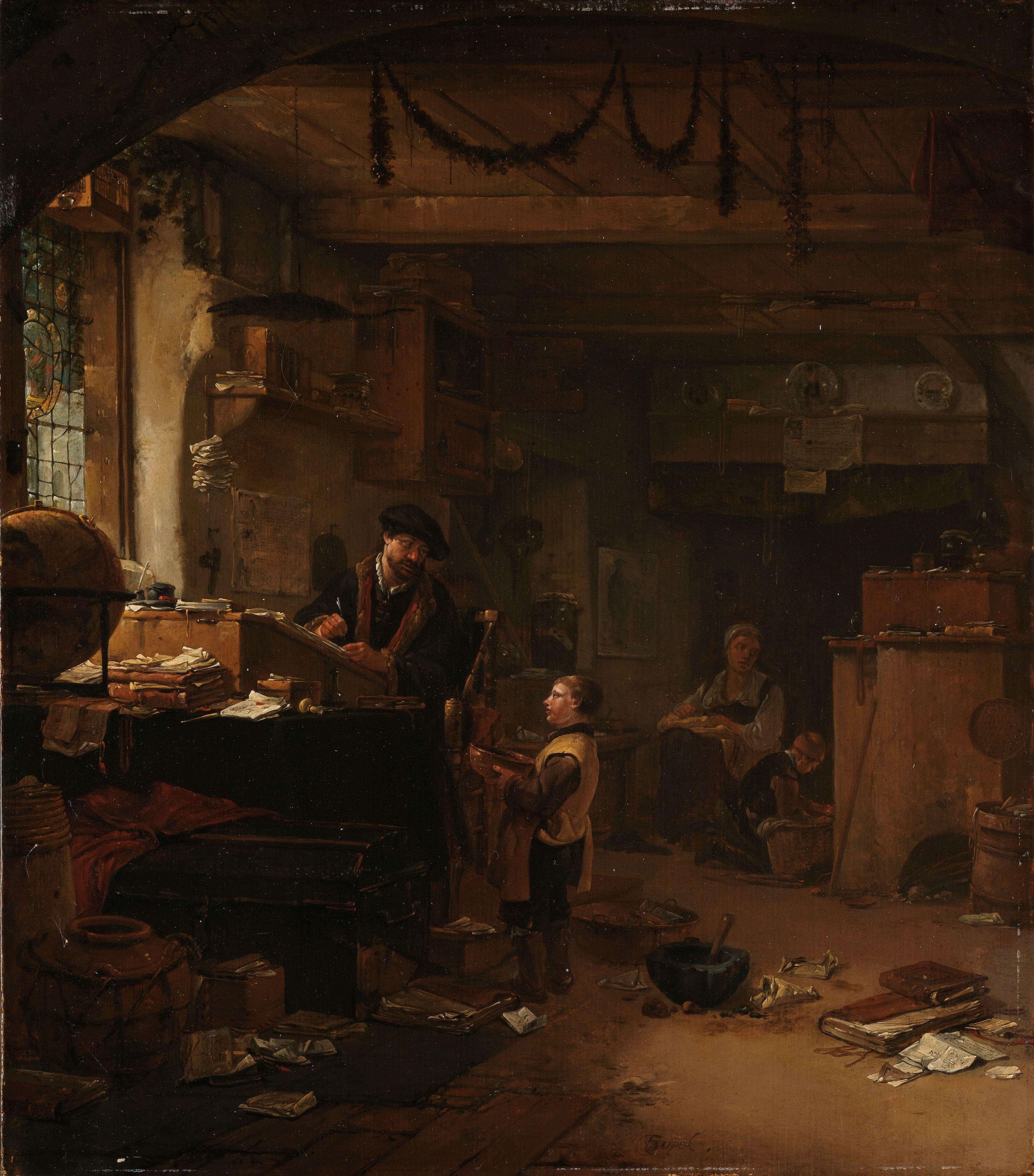
El alquimista, óleo sobre tabla, 43 x 37,5 cm, Ámsterdam, Rijksmuseum.

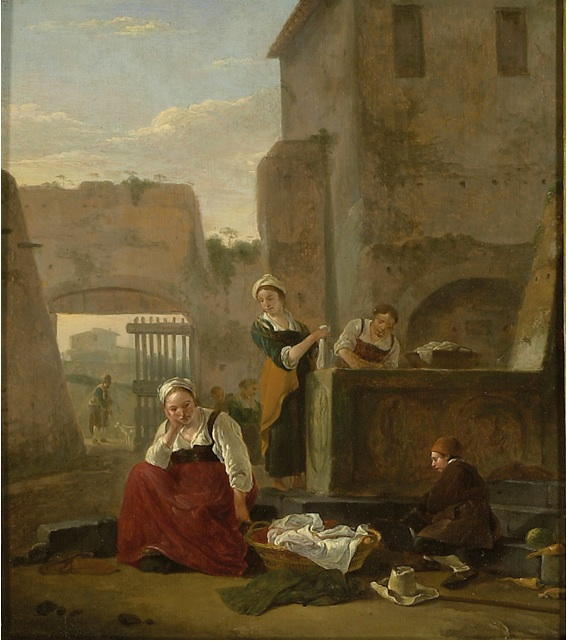
Una calle de Italia, óleo sobre lienzo, 32 x 26 cm, Oxford, Ashmolean Museum.

Thomas Wijck (Beverwijk, c. 1616-Haarlem, 1677) fue un pintor y dibujante barroco neerlandés especializado en pintura de género y paisajes italianizantes.

## Biografía
Miembro de una familia de artistas, hacia 1640 viajó a Italia y pasó algún tiempo en Nápoles donde dibujó escenas de puerto y paisajes. De regreso en Holanda, en 1642 se registró en el gremio de pintores de Haarlem del que en 1660 fue elegido decano. Tras la restauración de la monarquía bajo Carlos II viajó a Inglaterra. Allí asistió al gran incendio de Londres de 1666 y dibujó panoramas de la ciudad antes y después de él. A partir de 1669 y hasta su muerte se le documenta de nuevo con residencia en Haarlem. El 19 de agosto de 1677 fue enterrado en la Grote Kerk de Haarlem.
Tuvo como discípulo a su hijo, Jan Wyck (c. 1644-1702), especializado en paisajes con caballos.

## Obra
Thomas Wijck llegó a alcanzar cierto renombre con sus dibujos para grabados y sus vistas de ciudades y escenas callejeras, en ocasiones ornamentadas con ruinas romanas o con figuras caracterizadas con vestiduras orientales. Según Arnold Houbraken durante su estancia italiana solía hacer dibujos del natural de edificios romanos. Pero su producción, muy abundante y dispersa, incluye junto con los paisajes italianizantes, los puertos mediterráneos y alguna vanitas, cuadros de mediano y pequeño formato o de gabinete con interiores escasamente iluminados y multitud de objetos desordenados, habitados por un reducido número de figuras entregadas al trabajo en el telar o al estudio, como filósofos y alquimistas, asunto este muy repetido en su producción y del que se conservan ejemplares en el Rijksmuseum de Ámsterdam, el Ermitage de San Petersburgo, la National Gallery of Victoria de Melburne y el Museo Casa Natal de Jovellanos de Gijón, entre otros.